# بانخاد
بانخاد (به انگلیسی: Bankhad) یک منطقهٔ مسکونی در پاکستان است که در خیبر پختونخوا واقع شده‌است.